# Coppa Libertadores 2018 (calcio a 5)
La Coppa Libertadores 2018 è la 17ª edizione del torneo continentale riservato ai club di calcio a 5 vincitori nella precedente stagione del massimo campionato delle federazioni affiliate alla CONMEBOL. La competizione si è giocata dal 22 al 29 aprile 2018.

## Squadre partecipanti
Tutte le nazioni schierano una squadra ad eccezione del Brasile, che ne schiera tre per un totale di 12 squadre.

### Lista
I club sono stati ordinati in base al risultato della federazione nell'edizione precedente.

| Rank   | Squadra          | Urna |
| ------ | ---------------- | ---- |
| 1/TH/H | Carlos Barbosa   | 1    |
| 2      | Cerro Porteño    | 1    |
| 3      | Magnus           | 1    |
| 4      | Leones de Nariño | 2    |
| 5      | Panta Walon      | 2    |
| 6      | Boca Juniors     | 2    |
| 7      | Bocca            | 3    |
| 8      | Colo-Colo        | 3    |
| 9      | Caracas          | 3    |
| 10     | CRE              | 4    |
| 11     | Nacional         | 4    |
| 12     | Joinville        | 4    |

Note
- (TH) Squadra campione in carica
- (H) – Squadra ospitante

### Formula
Le 12 squadre si affrontano in tre gironi da quattro, sorteggiati il 3 aprile. Le prime due di ogni girone e le due migliori terze accedono alla fase finale ad eliminazione diretta.

## Fase a gironi

### Gruppo A
| Squadra        | P.ti | G | V | N | P | GF | GS | DR  |
| -------------- | ---- | - | - | - | - | -- | -- | --- |
| Carlos Barbosa | 9    | 3 | 3 | 0 | 0 | 11 | 3  | +8  |
| Boca Juniors   | 6    | 3 | 2 | 0 | 1 | 13 | 6  | +7  |
| CRE            | 1    | 3 | 0 | 1 | 2 | 5  | 10 | -5  |
| Colo-Colo      | 1    | 3 | 0 | 1 | 2 | 6  | 16 | -10 |

| Carlos Barbosa 22 aprile 2018, ore 12:00 | Colo-Colo | 5 – 5 referto | CRE | Centro Municipal de Eventos |

| Carlos Barbosa 22 aprile 2018, ore 20:30 | Carlos Barbosa | 5 – 3 referto | Boca Juniors | Centro Municipal de Eventos |

| Carlos Barbosa 23 aprile 2018, ore 16:00 | Boca Juniors | 3 – 0 referto | CRE | Centro Municipal de Eventos |

| Carlos Barbosa 23 aprile 2018, ore 20:00 | Carlos Barbosa | 4 – 0 referto | Colo-Colo | Centro Municipal de Eventos |

| Carlos Barbosa 24 aprile 2018, ore 14:00 | Boca Juniors | 7 – 1 referto | Colo-Colo | Centro Municipal de Eventos |

| Carlos Barbosa 24 aprile 2018, ore 20:00 | CRE | 0 – 2 referto | Carlos Barbosa | Centro Municipal de Eventos |

### Gruppo B
| Squadra       | P.ti | G | V | N | P | GF | GS | DR |
| ------------- | ---- | - | - | - | - | -- | -- | -- |
| Joinville     | 7    | 3 | 2 | 1 | 0 | 11 | 5  | +6 |
| Cerro Porteño | 7    | 3 | 2 | 1 | 0 | 11 | 6  | +5 |
| Caracas       | 3    | 3 | 1 | 0 | 2 | 7  | 10 | -3 |
| Panta Walon   | 0    | 3 | 0 | 0 | 3 | 2  | 10 | -8 |

| Carlos Barbosa 22 aprile 2018, ore 14:00 | Cerro Porteño | 4 – 1 referto | Panta Walon | Centro Municipal de Eventos |

| Carlos Barbosa 22 aprile 2018, ore 16:00 | Caracas | 2 – 5 referto | Joinville | Centro Municipal de Eventos |

| Carlos Barbosa 23 aprile 2018, ore 10:00 | Cerro Porteño | 5 – 3 referto | Caracas | Centro Municipal de Eventos |

| Carlos Barbosa 23 aprile 2018, ore 14:00 | Panta Walon | 1 – 4 referto | Joinville | Centro Municipal de Eventos |

| Carlos Barbosa 24 aprile 2018, ore 12:00 | Panta Walon | 0 – 2 referto | Caracas | Centro Municipal de Eventos |

| Carlos Barbosa 24 aprile 2018, ore 18:00 | Joinville | 2 – 2 referto | Cerro Porteño | Centro Municipal de Eventos |

### Gruppo C
| Squadra          | P.ti | G | V | N | P | GF | GS | DR  |
| ---------------- | ---- | - | - | - | - | -- | -- | --- |
| Magnus           | 7    | 3 | 2 | 1 | 0 | 19 | 4  | +15 |
| Leones de Nariño | 7    | 3 | 2 | 1 | 0 | 12 | 4  | +8  |
| Nacional         | 3    | 3 | 1 | 0 | 2 | 4  | 14 | -10 |
| Bocca            | 0    | 3 | 0 | 0 | 3 | 2  | 15 | -13 |

| Carlos Barbosa 22 aprile 2018, ore 10:00 | Bocca | 0 – 2 referto | Nacional | Centro Municipal de Eventos |

| Carlos Barbosa 22 aprile 2018, ore 18:00 | Magnus | 2 – 2 referto | Leones de Nariño | Centro Municipal de Eventos |

| Carlos Barbosa 23 aprile 2018, ore 12:00 | Leones de Nariño | 4 – 1 referto | Nacional | Centro Municipal de Eventos |

| Carlos Barbosa 23 aprile 2018, ore 18:00 | Magnus | 7 – 1 referto | Bocca | Centro Municipal de Eventos |

| Carlos Barbosa 24 aprile 2018, ore 10:00 | Leones de Nariño | 6 – 1 referto | Bocca | Centro Municipal de Eventos |

| Carlos Barbosa 24 aprile 2018, ore 16:00 | Nacional | 1 – 10 referto | Magnus | Centro Municipal de Eventos |

## Fase a eliminazione diretta
|  | Quarti di finale | Quarti di finale |                |        | Semifinali                | Semifinali                |  |  | Finale    | Finale |
|  |                  |                  |                |        |                           |                           |  |  |           |        |
|  | 26 aprile        |                  |                |        |                           |                           |  |  |           |        |
|  |                  |                  |                |        |                           |                           |  |  |           |        |
|  | Carlos Barbosa   | 6                |                |        |                           |                           |  |  |           |        |
|  | Carlos Barbosa   | 6                | 28 aprile      |        |                           |                           |  |  |           |        |
|  | Nacional         | 0                |                |        |                           |                           |  |  |           |        |
|  | Nacional         | 0                | Carlos Barbosa | 6      |                           |                           |  |  |           |        |
|  | 26 aprile        |                  | Carlos Barbosa | 6      |                           |                           |  |  |           |        |
|  |                  | Cerro Porteño    | 1              |        |                           |                           |  |  |           |        |
|  | Cerro Porteño    | Cerro Porteño    | 1              | 3      |                           |                           |  |  |           |        |
|  | Cerro Porteño    |                  | 29 aprile      | 3      |                           |                           |  |  |           |        |
|  | Leones de Nariño | 0                |                |        |                           |                           |  |  |           |        |
|  | Leones de Nariño | 0                | Carlos Barbosa | 4      |                           |                           |  |  |           |        |
|  | 26 aprile        |                  | Carlos Barbosa | 4      |                           |                           |  |  |           |        |
|  |                  | Joinville        | 1              |        |                           |                           |  |  |           |        |
|  | Joinville (dcr)  | Joinville        | 1              | 3 (5)  |                           |                           |  |  |           |        |
|  | Joinville (dcr)  | 28 aprile        |                | 3 (5)  |                           |                           |  |  |           |        |
|  | Caracas          | 3 (4)            |                |        |                           |                           |  |  |           |        |
|  | Caracas          | 3 (4)            | Joinville      | 5      | Finale per il terzo posto | Finale per il terzo posto |  |  |           |        |
|  | 26 aprile        |                  | Joinville      | 5      | Finale per il terzo posto | Finale per il terzo posto |  |  |           |        |
|  |                  | Magnus           | 4              |        |                           |                           |  |  |           |        |
|  | Magnus           | Magnus           | 4              | 4      | Cerro Porteño             | 5                         |  |  |           |        |
|  | Magnus           |                  |                | 4      | Cerro Porteño             | 5                         |  |  |           |        |
|  | Boca Juniors     | 3                |                | Magnus | 6                         |                           |  |  |           |        |
|  | Boca Juniors     | 3                |                |        | 6                         |                           |  |  |           |        |
|  |                  |                  |                |        |                           |                           |  |  | 29 aprile |        |
|  |                  |                  |                |        |                           |                           |  |  |           |        |

### Quarti di finale
| Carlos Barbosa 26 aprile 2018, ore 14:00 | Cerro Porteño | 3 – 0 referto | Leones de Nariño | Centro Municipal de Eventos |

| Carlos Barbosa 26 aprile 2018, ore 16:00 | Joinville            | 3 – 3 (d.t.s.) referto | Caracas | Centro Municipal de Eventos |
| Tiri di rigore 5 – 4                     |                      |                        |         |                             |
|                                          |                      |                        |         |                             |
|                                          | Tiri di rigore 5 – 4 |                        |         |                             |

| Carlos Barbosa 26 aprile 2018, ore 18:00 | Magnus | 4 – 3 referto | Boca Juniors | Centro Municipal de Eventos |

| Carlos Barbosa 26 aprile 2018, ore 20:00 | Carlos Barbosa | 6 – 0 referto | Nacional | Centro Municipal de Eventos |

### Semifinali
| Carlos Barbosa 28 aprile 2018, ore 11:00 | Joinville | 5 – 4 referto | Magnus | Centro Municipal de Eventos |

| Carlos Barbosa 28 aprile 2018, ore 13:00 | Carlos Barbosa | 6 – 1 referto | Cerro Porteño | Centro Municipal de Eventos |

### Finale 3º posto
| Carlos Barbosa 29 aprile 2018, ore 11:00 | Cerro Porteño | 5 – 6 referto | Magnus | Centro Municipal de Eventos |

### Finale
| Carlos Barbosa 29 aprile 2018, ore 13:00 | Carlos Barbosa | 4 – 1 referto | Joinville | Centro Municipal de Eventos |